# Lorenzo Casoni
Lorenzo Casoni (anche Casonus) (Sarzana, 16 ottobre 1645 – Roma, 19 novembre 1720) è stato un cardinale e arcivescovo cattolico italiano.

## Biografia

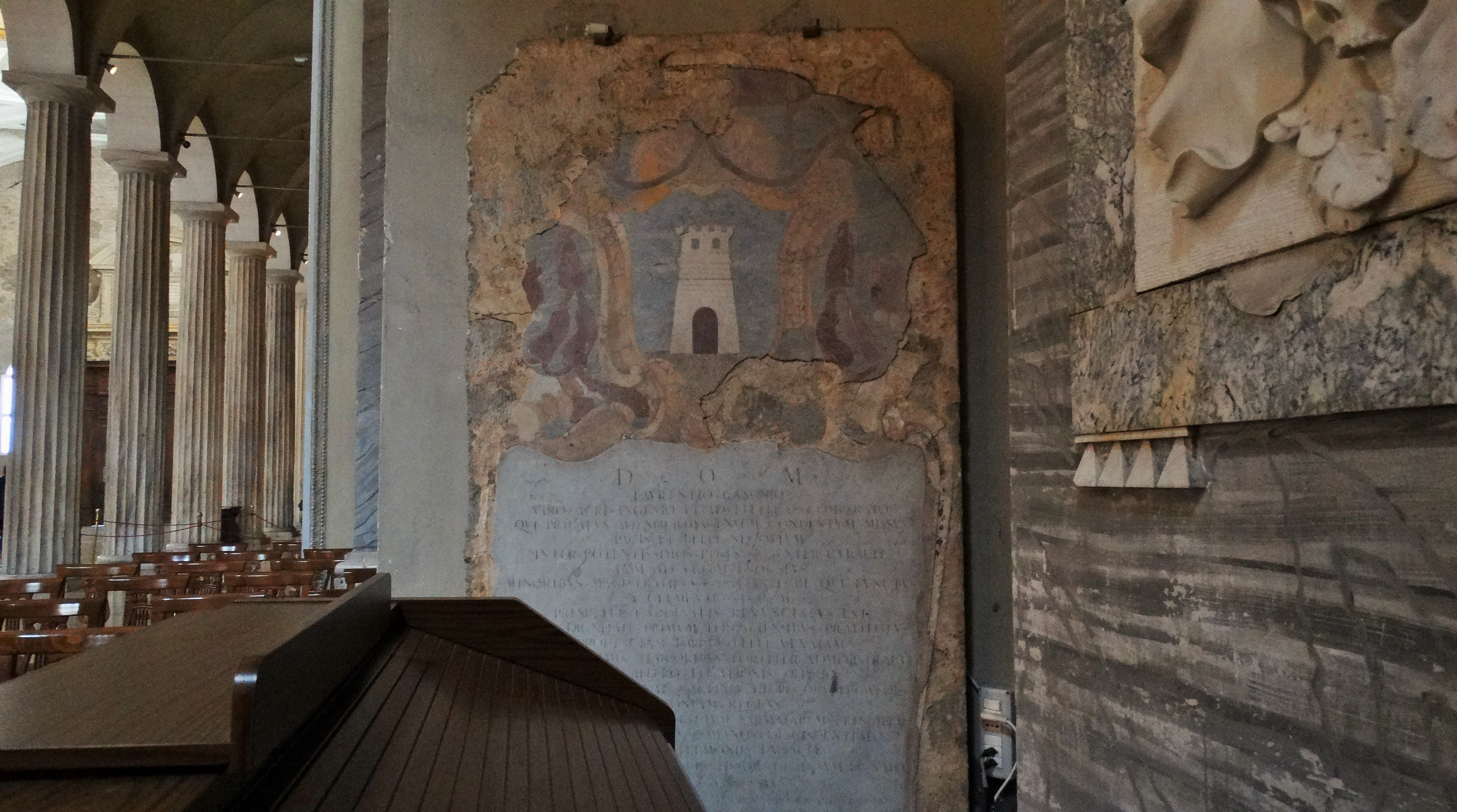
Lastra tombale del cardinale Casoni nella Basilica di San Pietro in Vincoli

Nacque a Sarzana il 16 ottobre 1645, figlio di Niccolò, conte di Villanova, e di Giulia Petriccioli. La famiglia era di nobili origini: suo cugino era monsignor Agostino Favoriti, segretario di Lettere Latine, a cui in seguito successe. Suoi pronipoti furono poi il cardinale Filippo Casoni, nel 1801, e il cardinale Luigi Vannicelli Casoni, nel 1839. Papa Innocenzo XI lo fece "cameriere segreto d'onore" e canonico di Santa Maria Maggiore..
Il 3 marzo 1690 fu eletto arcivescovo titolare di Cesarea, con dispensa per non aver ricevuto il diaconato e il presbiterato.
Papa Clemente XI lo elevò al rango di cardinale nel concistoro del 17 maggio 1706.  In onore dei due papi che lo avevano aiutato fece erigere due monumenti nella Cappella del Crocifisso di Sarzana, sua città natale.
Morì il 19 novembre 1720 all'età di 75 anni.

## Genealogia episcopale e successione apostolica
La genealogia episcopale è:
- Cardinale Tolomeo Gallio
- Vescovo Cesare Speciano
- Patriarca Andrés Pacheco
- Cardinale Agostino Spinola
- Cardinale Giulio Cesare Sacchetti
- Cardinale Ciriaco Rocci
- Cardinale Carlo Carafa della Spina, C.R.
- Cardinale Francesco Nerli
- Cardinale Lorenzo Casoni

La successione apostolica è:
- Cardinale Nicola Gaetano Spinola (1706)
- Vescovo Marco Antonio Attaffi (1706)
- Vescovo Agostino Spinola, C.R.S. (1716)
- Vescovo Antonio Guidi di Bagno (1719)
- Vescovo Biagio Antonio Copeti (1719)
- Vescovo Cosimo Torelli (1719)